# Secamone pachystigma
Secamone pachystigma är en oleanderväxtart som beskrevs av Jumelle och Perrier. Secamone pachystigma ingår i släktet Secamone och familjen oleanderväxter. Inga underarter finns listade i Catalogue of Life.